# Ciutat confederada romana
Les ciutats confederades romanes o més comunament ciutats federades (Foederatae civitates o foederati socii) eren les ciutats sota sobirania de Roma que conservaven institucions pròpies i no tenien el dret de ciutadania romana.
Era un vincle polític establert a patir del segle vii aC pel qual una ciutat quedava vinculada a Roma per un tractat (foedus) però conservava la seva independència; per tant era més una confederació que una federació, tot i el nom utilitzat. D'aquesta condició n'estaven excloses les colònies romanes i llatines i les ciutats que gaudien de ciutadania romana. Entre les ciutats federades hi havia les llatines. Eren nominalment estats independents amb obligació de fornir un contingent militar a Roma
A les ciutats federades l'administració solia ser diferent de la de Roma, perquè es mantenien les institucions existents abans del tractat amb Roma, encara que sovint tendia a assemblar-se a la dels municipis romans. Progressivament les ciutats federades van introduir les lleis romanes en la seva pròpia legislació.
L'existència de comunitats de ciutadans romans dins de les ciutats confederades, va facilitar la seva adaptació, si bé els ciutadans romans no es barrejaven amb els autòctons i creaven barris propis (Els Conventus Civium Romanorum). Progressivament les ciutats federades van quedar integrades en la política romana, i tenien totes les obligacions però no gaudien dels privilegis de ciutadania; això va portar finalment a la guerra social (90-88 aC) que va acabar donant la ciutadania a algunes ciutats (Lex Plautia Papiria, i Lex Julia de civitate italis danda de l'any 90 aC) i atorgant el dret llatí (ius lati) per altra banda, i finalment amb la ciutadania per tot Itàlia l'any 89 aC. La generalització de la ciutadania amb l'Imperi va assimilar a totes les ciutats confederades als municipis.